# Norra Långträskberget
Norra Långträskberget är ett naturreservat i Arvidsjaurs kommun i Norrbottens län.
Området är naturskyddat sedan 2013 och är 10,6 kvadratkilometer stort. Reservatet omfattar berget med detta namn som i nordost gränsar till Långträsket. Reservatet består främst av gammal granurskog och barrblandskog . 